# Lijst van Craugastoridae
Onderstaand een lijst van alle soorten kikkers uit de familie Craugastoridae. De lijst is gebaseerd op Amphibian Species of the World.
- Soort Barycholos pulcher
- Soort Barycholos ternetzi
- Soort Bryophryne abramalagae
- Soort Bryophryne bakersfield
- Soort Bryophryne bustamantei
- Soort Bryophryne cophites
- Soort Bryophryne flammiventris
- Soort Bryophryne gymnotis
- Soort Bryophryne hanssaueri
- Soort Bryophryne nubilosus
- Soort Bryophryne zonalis
- Soort Ceuthomantis aracamuni
- Soort Ceuthomantis cavernibardus
- Soort Ceuthomantis duellmani
- Soort Ceuthomantis smaragdinus
- Soort Craugastor adamastus
- Soort Craugastor alfredi
- Soort Craugastor amniscola
- Soort Craugastor anciano
- Soort Craugastor andi
- Soort Craugastor angelicus
- Soort Craugastor aphanus
- Soort Craugastor augusti
- Soort Craugastor aurilegulus
- Soort Craugastor azueroensis
- Soort Craugastor batrachylus
- Soort Craugastor berkenbuschii
- Soort Craugastor bocourti
- Soort Craugastor bransfordii
- Soort Craugastor brocchi
- Soort Craugastor campbelli
- Soort Craugastor catalinae
- Soort Craugastor chac
- Soort Craugastor charadra
- Soort Craugastor chingopetaca
- Soort Craugastor chrysozetetes
- Soort Craugastor coffeus
- Soort Craugastor crassidigitus
- Soort Craugastor cruzi
- Soort Craugastor cuaquero
- Soort Craugastor cyanochthebius
- Soort Craugastor daryi
- Soort Craugastor decoratus
- Soort Craugastor emcelae
- Soort Craugastor emleni
- Soort Craugastor epochthidius
- Soort Craugastor escoces
- Soort Craugastor evanesco
- Soort Craugastor fecundus
- Soort Craugastor fitzingeri
- Soort Craugastor fleischmanni
- Soort Craugastor gabbi
- Soort Craugastor galacticorhinus
- Soort Craugastor glaucus
- Soort Craugastor gollmeri
- Soort Craugastor greggi
- Soort Craugastor guerreroensis
- Soort Craugastor gulosus
- Soort Craugastor hobartsmithi
- Soort Craugastor inachus
- Soort Craugastor jota
- Soort Craugastor laevissimus
- Soort Craugastor laticeps
- Soort Craugastor lauraster
- Soort Craugastor lineatus
- Soort Craugastor loki
- Soort Craugastor longirostris
- Soort Craugastor matudai
- Soort Craugastor megacephalus
- Soort Craugastor megalotympanum
- Soort Craugastor melanostictus
- Soort Craugastor merendonensis
- Soort Craugastor metriosistus
- Soort Craugastor mexicanus
- Soort Craugastor milesi
- Soort Craugastor mimus
- Soort Craugastor monnichorum
- Soort Craugastor montanus
- Soort Craugastor myllomyllon
- Soort Craugastor nefrens
- Soort Craugastor noblei
- Soort Craugastor obesus
- Soort Craugastor occidentalis
- Soort Craugastor olanchano
- Soort Craugastor omiltemanus
- Soort Craugastor omoaensis
- Soort Craugastor opimus
- Soort Craugastor palenque
- Soort Craugastor pechorum
- Soort Craugastor pelorus
- Soort Craugastor persimilis
- Soort Craugastor phasma
- Soort Craugastor podiciferus
- Soort Craugastor polymniae
- Soort Craugastor polyptychus
- Soort Craugastor pozo
- Soort Craugastor psephosypharus
- Soort Craugastor punctariolus
- Soort Craugastor pygmaeus
- Soort Craugastor raniformis
- Soort Craugastor ranoides
- Soort Craugastor rayo
- Soort Craugastor rhodopis
- Soort Craugastor rhyacobatrachus
- Soort Craugastor rivulus
- Soort Craugastor rostralis
- Soort Craugastor rugosus
- Soort Craugastor rugulosus
- Soort Craugastor rupinius
- Soort Craugastor sabrinus
- Soort Craugastor saltator
- Soort Craugastor saltuarius
- Soort Craugastor sandersoni
- Soort Craugastor silvicola
- Soort Craugastor spatulatus
- Soort Craugastor stadelmani
- Soort Craugastor stejnegerianus
- Soort Craugastor stuarti
- Soort Craugastor tabasarae
- Soort Craugastor talamancae
- Soort Craugastor tarahumaraensis
- Soort Craugastor taurus
- Soort Craugastor taylori
- Soort Craugastor trachydermus
- Soort Craugastor underwoodi
- Soort Craugastor uno
- Soort Craugastor vocalis
- Soort Craugastor vulcani
- Soort Craugastor xucanebi
- Soort Craugastor yucatanensis
- Soort Dischidodactylus colonnelloi
- Soort Dischidodactylus duidensis
- Soort Euparkerella brasiliensis
- Soort Euparkerella cochranae
- Soort Euparkerella cryptica
- Soort Euparkerella robusta
- Soort Euparkerella tridactyla
- Soort Haddadus aramunha
- Soort Haddadus binotatus
- Soort Haddadus plicifer
- Soort Holoaden bradei
- Soort Holoaden luederwaldti
- Soort Holoaden pholeter
- Soort Holoaden suarezi
- Soort Hypodactylus adercus
- Soort Hypodactylus araiodactylus
- Soort Hypodactylus babax
- Soort Hypodactylus brunneus
- Soort Hypodactylus dolops
- Soort Hypodactylus elassodiscus
- Soort Hypodactylus fallaciosus
- Soort Hypodactylus latens
- Soort Hypodactylus lucida
- Soort Hypodactylus mantipus
- Soort Hypodactylus nigrovittatus
- Soort Hypodactylus peraccai
- Soort Lynchius flavomaculatus
- Soort Lynchius nebulanastes
- Soort Lynchius parkeri
- Soort Lynchius simmonsi
- Soort Niceforonia adenobrachia
- Soort Niceforonia columbiana
- Soort Niceforonia nana
- Soort Noblella carrascoicola
- Soort Noblella coloma
- Soort Noblella duellmani
- Soort Noblella heyeri
- Soort Noblella lochites
- Soort Noblella lynchi
- Soort Noblella madreselva
- Soort Noblella myrmecoides
- Soort Noblella personina
- Soort Noblella peruviana
- Soort Noblella pygmaea
- Soort Noblella ritarasquinae
- Soort Oreobates amarakaeri
- Soort Oreobates ayacucho
- Soort Oreobates barituensis
- Soort Oreobates berdemenos
- Soort Oreobates choristolemma
- Soort Oreobates crepitans
- Soort Oreobates cruralis
- Soort Oreobates discoidalis
- Soort Oreobates gemcare
- Soort Oreobates granulosus
- Soort Oreobates heterodactylus
- Soort Oreobates ibischi
- Soort Oreobates lehri
- Soort Oreobates lundbergi
- Soort Oreobates machiguenga
- Soort Oreobates madidi
- Soort Oreobates pereger
- Soort Oreobates quixensis
- Soort Oreobates remotus
- Soort Oreobates sanctaecrucis
- Soort Oreobates sanderi
- Soort Oreobates saxatilis
- Soort Oreobates zongoensis
- Soort Phrynopus auriculatus
- Soort Phrynopus badius
- Soort Phrynopus barthlenae
- Soort Phrynopus bracki
- Soort Phrynopus bufoides
- Soort Phrynopus chaparroi
- Soort Phrynopus curator
- Soort Phrynopus daemon
- Soort Phrynopus dagmarae
- Soort Phrynopus heimorum
- Soort Phrynopus horstpauli
- Soort Phrynopus interstinctus
- Soort Phrynopus juninensis
- Soort Phrynopus kauneorum
- Soort Phrynopus kotosh
- Soort Phrynopus lechriorhynchus
- Soort Phrynopus miroslawae
- Soort Phrynopus montium
- Soort Phrynopus nicoleae
- Soort Phrynopus oblivius
- Soort Phrynopus paucari
- Soort Phrynopus peruanus
- Soort Phrynopus pesantesi
- Soort Phrynopus tautzorum
- Soort Phrynopus thompsoni
- Soort Phrynopus tribulosus
- Soort Phrynopus valquii
- Soort Phrynopus vestigiatus
- Soort Pristimantis aaptus
- Soort Pristimantis abakapa
- Soort Pristimantis academicus
- Soort Pristimantis acatallelus
- Soort Pristimantis acerus
- Soort Pristimantis achatinus
- Soort Pristimantis actinolaimus
- Soort Pristimantis actites
- Soort Pristimantis acuminatus
- Soort Pristimantis acutirostris
- Soort Pristimantis adiastolus
- Soort Pristimantis adnus
- Soort Pristimantis aemulatus
- Soort Pristimantis affinis
- Soort Pristimantis alalocophus
- Soort Pristimantis albericoi
- Soort Pristimantis albertus
- Soort Pristimantis almendarizi
- Soort Pristimantis altae
- Soort Pristimantis altamazonicus
- Soort Pristimantis altamnis
- Soort Pristimantis ameliae
- Soort Pristimantis amydrotus
- Soort Pristimantis andinognomus
- Soort Pristimantis anemerus
- Soort Pristimantis angustilineatus
- Soort Pristimantis aniptopalmatus
- Soort Pristimantis anolirex
- Soort Pristimantis anotis
- Soort Pristimantis apiculatus
- Soort Pristimantis appendiculatus
- Soort Pristimantis aquilonaris
- Soort Pristimantis ardalonychus
- Soort Pristimantis ardyae
- Soort Pristimantis atrabracus
- Soort Pristimantis atratus
- Soort Pristimantis aurantiguttatus
- Soort Pristimantis aureolineatus
- Soort Pristimantis aureoventris
- Soort Pristimantis auricarens
- Soort Pristimantis avicuporum
- Soort Pristimantis avius
- Soort Pristimantis bacchus
- Soort Pristimantis baiotis
- Soort Pristimantis balionotus
- Soort Pristimantis bambu
- Soort Pristimantis baryecuus
- Soort Pristimantis batrachites
- Soort Pristimantis bearsei
- Soort Pristimantis bellae
- Soort Pristimantis bellator
- Soort Pristimantis bellona
- Soort Pristimantis bernali
- Soort Pristimantis bicantus
- Soort Pristimantis bicolor
- Soort Pristimantis bicumulus
- Soort Pristimantis bipunctatus
- Soort Pristimantis boconoensis
- Soort Pristimantis bogotensis
- Soort Pristimantis boulengeri
- Soort Pristimantis brevifrons
- Soort Pristimantis briceni
- Soort Pristimantis bromeliaceus
- Soort Pristimantis buccinator
- Soort Pristimantis buckleyi
- Soort Pristimantis bustamante
- Soort Pristimantis cabrerai
- Soort Pristimantis cacao
- Soort Pristimantis caeruleonotus
- Soort Pristimantis cajamarcensis
- Soort Pristimantis calcaratus
- Soort Pristimantis calcarulatus
- Soort Pristimantis cantitans
- Soort Pristimantis capitonis
- Soort Pristimantis caprifer
- Soort Pristimantis carlosceroni
- Soort Pristimantis carlossanchezi
- Soort Pristimantis carmelitae
- Soort Pristimantis carranguerorum
- Soort Pristimantis carvalhoi
- Soort Pristimantis caryophyllaceus
- Soort Pristimantis cedros
- Soort Pristimantis celator
- Soort Pristimantis cerasinus
- Soort Pristimantis ceuthospilus
- Soort Pristimantis chalceus
- Soort Pristimantis charlottevillensis
- Soort Pristimantis chiastonotus
- Soort Pristimantis chimu
- Soort Pristimantis chloronotus
- Soort Pristimantis chrysops
- Soort Pristimantis citriogaster
- Soort Pristimantis colodactylus
- Soort Pristimantis colomai
- Soort Pristimantis colonensis
- Soort Pristimantis colostichos
- Soort Pristimantis condor
- Soort Pristimantis conservatio
- Soort Pristimantis conspicillatus
- Soort Pristimantis cordovae
- Soort Pristimantis corniger
- Soort Pristimantis coronatus
- Soort Pristimantis corrugatus
- Soort Pristimantis cosnipatae
- Soort Pristimantis cremnobates
- Soort Pristimantis crenunguis
- Soort Pristimantis cristinae
- Soort Pristimantis croceoinguinis
- Soort Pristimantis crucifer
- Soort Pristimantis cruciocularis
- Soort Pristimantis cruentus
- Soort Pristimantis cryophilius
- Soort Pristimantis cryptomelas
- Soort Pristimantis cuentasi
- Soort Pristimantis culatensis
- Soort Pristimantis cuneirostris
- Soort Pristimantis curtipes
- Soort Pristimantis danae
- Soort Pristimantis degener
- Soort Pristimantis deinops
- Soort Pristimantis delicatus
- Soort Pristimantis delius
- Soort Pristimantis dendrobatoides
- Soort Pristimantis devillei
- Soort Pristimantis deyi
- Soort Pristimantis diadematus
- Soort Pristimantis diaphonus
- Soort Pristimantis diogenes
- Soort Pristimantis dissimulatus
- Soort Pristimantis divnae
- Soort Pristimantis dorado
- Soort Pristimantis dorsopictus
- Soort Pristimantis duellmani
- Soort Pristimantis duende
- Soort Pristimantis dundeei
- Soort Pristimantis educatoris
- Soort Pristimantis elegans
- Soort Pristimantis enigmaticus
- Soort Pristimantis epacrus
- Soort Pristimantis eremitus
- Soort Pristimantis eriphus
- Soort Pristimantis ernesti
- Soort Pristimantis erythropleura
- Soort Pristimantis esmeraldas
- Soort Pristimantis espedeus
- Soort Pristimantis eugeniae
- Soort Pristimantis euphronides
- Soort Pristimantis eurydactylus
- Soort Pristimantis exoristus
- Soort Pristimantis factiosus
- Soort Pristimantis fallax
- Soort Pristimantis farisorum
- Soort Pristimantis fasciatus
- Soort Pristimantis fenestratus
- Soort Pristimantis festae
- Soort Pristimantis fetosus
- Soort Pristimantis flabellidiscus
- Soort Pristimantis flavobracatus
- Soort Pristimantis floridus
- Soort Pristimantis frater
- Soort Pristimantis gagliardoi
- Soort Pristimantis gaigei
- Soort Pristimantis galdi
- Soort Pristimantis ganonotus
- Soort Pristimantis geminus
- Soort Pristimantis gentryi
- Soort Pristimantis ginesi
- Soort Pristimantis gladiator
- Soort Pristimantis glandulosus
- Soort Pristimantis gracilis
- Soort Pristimantis grandiceps
- Soort Pristimantis gryllus
- Soort Pristimantis guaiquinimensis
- Soort Pristimantis gualacenio
- Soort Pristimantis gutturalis
- Soort Pristimantis hamiotae
- Soort Pristimantis hectus
- Soort Pristimantis helvolus
- Soort Pristimantis hernandezi
- Soort Pristimantis hoogmoedi
- Soort Pristimantis huicundo
- Soort Pristimantis hybotragus
- Soort Pristimantis ignicolor
- Soort Pristimantis iiap
- Soort Pristimantis illotus
- Soort Pristimantis imitatrix
- Soort Pristimantis imthurni
- Soort Pristimantis incanus
- Soort Pristimantis incertus
- Soort Pristimantis incomptus
- Soort Pristimantis infraguttatus
- Soort Pristimantis inguinalis
- Soort Pristimantis insignitus
- Soort Pristimantis inusitatus
- Soort Pristimantis ixalus
- Soort Pristimantis jabonensis
- Soort Pristimantis jaguensis
- Soort Pristimantis jaimei
- Soort Pristimantis jamescameroni
- Soort Pristimantis jester
- Soort Pristimantis johannesdei
- Soort Pristimantis jorgevelosai
- Soort Pristimantis juanchoi
- Soort Pristimantis jubatus
- Soort Pristimantis kareliae
- Soort Pristimantis katoptroides
- Soort Pristimantis kelephus
- Soort Pristimantis kichwarum
- Soort Pristimantis kirklandi
- Soort Pristimantis koehleri
- Soort Pristimantis labiosus
- Soort Pristimantis lacrimosus
- Soort Pristimantis lancinii
- Soort Pristimantis lanthanites
- Soort Pristimantis lasalleorum
- Soort Pristimantis lassoalcalai
- Soort Pristimantis latericius
- Soort Pristimantis laticlavius
- Soort Pristimantis latidiscus
- Soort Pristimantis lemur
- Soort Pristimantis leoni
- Soort Pristimantis leptolophus
- Soort Pristimantis leucopus
- Soort Pristimantis leucorrhinus
- Soort Pristimantis librarius
- Soort Pristimantis lichenoides
- Soort Pristimantis limoncochensis
- Soort Pristimantis lindae
- Soort Pristimantis lirellus
- Soort Pristimantis lividus
- Soort Pristimantis llanganati
- Soort Pristimantis llojsintuta
- Soort Pristimantis longicorpus
- Soort Pristimantis loujosti
- Soort Pristimantis loustes
- Soort Pristimantis lucasi
- Soort Pristimantis lucidosignatus
- Soort Pristimantis luscombei
- Soort Pristimantis luteolateralis
- Soort Pristimantis lutitus
- Soort Pristimantis lymani
- Soort Pristimantis lynchi
- Soort Pristimantis lythrodes
- Soort Pristimantis maculosus
- Soort Pristimantis malkini
- Soort Pristimantis marahuaka
- Soort Pristimantis marcoreyesi
- Soort Pristimantis mariaelenae
- Soort Pristimantis marmoratus
- Soort Pristimantis mars
- Soort Pristimantis martiae
- Soort Pristimantis matidiktyo
- Soort Pristimantis mazar
- Soort Pristimantis medemi
- Soort Pristimantis megalops
- Soort Pristimantis melanogaster
- Soort Pristimantis melanoproctus
- Soort Pristimantis memorans
- Soort Pristimantis mendax
- Soort Pristimantis meridionalis
- Soort Pristimantis merostictus
- Soort Pristimantis metabates
- Soort Pristimantis miktos
- Soort Pristimantis mindo
- Soort Pristimantis minimus
- Soort Pristimantis minutulus
- Soort Pristimantis miyatai
- Soort Pristimantis mnionaetes
- Soort Pristimantis modipeplus
- Soort Pristimantis molybrignus
- Soort Pristimantis mondolfii
- Soort Pristimantis moro
- Soort Pristimantis muchimuk
- Soort Pristimantis munozi
- Soort Pristimantis muricatus
- Soort Pristimantis muscosus
- Soort Pristimantis museosus
- Soort Pristimantis mutabilis
- Soort Pristimantis myersi
- Soort Pristimantis myops
- Soort Pristimantis nebulosus
- Soort Pristimantis nephophilus
- Soort Pristimantis nervicus
- Soort Pristimantis nicefori
- Soort Pristimantis nigrogriseus
- Soort Pristimantis nubisilva
- Soort Pristimantis nyctophylax
- Soort Pristimantis obmutescens
- Soort Pristimantis ocellatus
- Soort Pristimantis ockendeni
- Soort Pristimantis ocreatus
- Soort Pristimantis olivaceus
- Soort Pristimantis omeviridis
- Soort Pristimantis onorei
- Soort Pristimantis orcesi
- Soort Pristimantis orcus
- Soort Pristimantis orestes
- Soort Pristimantis ornatissimus
- Soort Pristimantis ornatus
- Soort Pristimantis orpacobates
- Soort Pristimantis orphnolaimus
- Soort Pristimantis ortizi
- Soort Pristimantis padiali
- Soort Pristimantis padrecarlosi
- Soort Pristimantis pahuma
- Soort Pristimantis paisa
- Soort Pristimantis palmeri
- Soort Pristimantis paquishae
- Soort Pristimantis paramerus
- Soort Pristimantis pardalinus
- Soort Pristimantis pardalis
- Soort Pristimantis parectatus
- Soort Pristimantis pariagnomus
- Soort Pristimantis parvillus
- Soort Pristimantis pastazensis
- Soort Pristimantis pataikos
- Soort Pristimantis paulodutrai
- Soort Pristimantis paululus
- Soort Pristimantis pecki
- Soort Pristimantis pedimontanus
- Soort Pristimantis penelopus
- Soort Pristimantis peraticus
- Soort Pristimantis percnopterus
- Soort Pristimantis percultus
- Soort Pristimantis permixtus
- Soort Pristimantis peruvianus
- Soort Pristimantis petersi
- Soort Pristimantis petrobardus
- Soort Pristimantis phalaroinguinis
- Soort Pristimantis phalarus
- Soort Pristimantis pharangobates
- Soort Pristimantis philipi
- Soort Pristimantis phoxocephalus
- Soort Pristimantis phragmipleuron
- Soort Pristimantis piceus
- Soort Pristimantis pinguis
- Soort Pristimantis pirrensis
- Soort Pristimantis platychilus
- Soort Pristimantis platydactylus
- Soort Pristimantis pleurostriatus
- Soort Pristimantis pluvialis
- Soort Pristimantis polemistes
- Soort Pristimantis polychrus
- Soort Pristimantis prolatus
- Soort Pristimantis prometeii
- Soort Pristimantis proserpens
- Soort Pristimantis pruinatus
- Soort Pristimantis pseudoacuminatus
- Soort Pristimantis pteridophilus
- Soort Pristimantis ptochus
- Soort Pristimantis pugnax
- Soort Pristimantis pulvinatus
- Soort Pristimantis punzan
- Soort Pristimantis puruscafeum
- Soort Pristimantis pycnodermis
- Soort Pristimantis pyrrhomerus
- Soort Pristimantis quantus
- Soort Pristimantis quaquaversus
- Soort Pristimantis quicato
- Soort Pristimantis quinquagesimus
- Soort Pristimantis racemus
- Soort Pristimantis ramagii
- Soort Pristimantis reclusas
- Soort Pristimantis reichlei
- Soort Pristimantis renjiforum
- Soort Pristimantis repens
- Soort Pristimantis restrepoi
- Soort Pristimantis reticulatus
- Soort Pristimantis rhabdocnemus
- Soort Pristimantis rhabdolaemus
- Soort Pristimantis rhigophilus
- Soort Pristimantis rhodoplichus
- Soort Pristimantis rhodostichus
- Soort Pristimantis ridens
- Soort Pristimantis rivasi
- Soort Pristimantis riveroi
- Soort Pristimantis riveti
- Soort Pristimantis romanorum
- Soort Pristimantis roni
- Soort Pristimantis rosadoi
- Soort Pristimantis roseus
- Soort Pristimantis royi
- Soort Pristimantis rozei
- Soort Pristimantis rubicundus
- Soort Pristimantis ruedai
- Soort Pristimantis rufioculis
- Soort Pristimantis rufoviridis
- Soort Pristimantis ruidus
- Soort Pristimantis ruthveni
- Soort Pristimantis sagittulus
- Soort Pristimantis salaputium
- Soort Pristimantis saltissimus
- Soort Pristimantis samaipatae
- Soort Pristimantis sanctaemartae
- Soort Pristimantis sanguineus
- Soort Pristimantis sarisarinama
- Soort Pristimantis satagius
- Soort Pristimantis savagei
- Soort Pristimantis schultei
- Soort Pristimantis scitulus
- Soort Pristimantis scoloblepharus
- Soort Pristimantis scolodiscus
- Soort Pristimantis scopaeus
- Soort Pristimantis seorsus
- Soort Pristimantis serendipitus
- Soort Pristimantis shrevei
- Soort Pristimantis signifer
- Soort Pristimantis silverstonei
- Soort Pristimantis simonbolivari
- Soort Pristimantis simonsii
- Soort Pristimantis simoteriscus
- Soort Pristimantis simoterus
- Soort Pristimantis siopelus
- Soort Pristimantis sirnigeli
- Soort Pristimantis skydmainos
- Soort Pristimantis sobetes
- Soort Pristimantis spectabilis
- Soort Pristimantis spilogaster
- Soort Pristimantis spinosus
- Soort Pristimantis stenodiscus
- Soort Pristimantis sternothylax
- Soort Pristimantis stictoboubonus
- Soort Pristimantis stictogaster
- Soort Pristimantis stictus
- Soort Pristimantis stipa
- Soort Pristimantis subsigillatus
- Soort Pristimantis suetus
- Soort Pristimantis sulculus
- Soort Pristimantis supernatis
- Soort Pristimantis surdus
- Soort Pristimantis susaguae
- Soort Pristimantis taciturnus
- Soort Pristimantis taeniatus
- Soort Pristimantis tamsitti
- Soort Pristimantis tantanti
- Soort Pristimantis tanyrhynchus
- Soort Pristimantis tayrona
- Soort Pristimantis telefericus
- Soort Pristimantis tenebrionis
- Soort Pristimantis terraebolivaris
- Soort Pristimantis thectopternus
- Soort Pristimantis thyellus
- Soort Pristimantis thymalopsoides
- Soort Pristimantis thymelensis
- Soort Pristimantis tinajillas
- Soort Pristimantis tinguichaca
- Soort Pristimantis toftae
- Soort Pristimantis torrenticola
- Soort Pristimantis trachyblepharis
- Soort Pristimantis tribulosus
- Soort Pristimantis truebae
- Soort Pristimantis tubernasus
- Soort Pristimantis tungurahua
- Soort Pristimantis turik
- Soort Pristimantis turpinorum
- Soort Pristimantis turumiquirensis
- Soort Pristimantis uisae
- Soort Pristimantis unistrigatus
- Soort Pristimantis urani
- Soort Pristimantis uranobates
- Soort Pristimantis urichi
- Soort Pristimantis vanadise
- Soort Pristimantis variabilis
- Soort Pristimantis veletis
- Soort Pristimantis ventrigranulosus
- Soort Pristimantis ventriguttatus
- Soort Pristimantis ventrimarmoratus
- Soort Pristimantis verecundus
- Soort Pristimantis versicolor
- Soort Pristimantis vertebralis
- Soort Pristimantis vicarius
- Soort Pristimantis vidua
- Soort Pristimantis viejas
- Soort Pristimantis vilarsi
- Soort Pristimantis vilcabambae
- Soort Pristimantis vinhai
- Soort Pristimantis viridicans
- Soort Pristimantis viridis
- Soort Pristimantis w-nigrum
- Soort Pristimantis wagteri
- Soort Pristimantis walkeri
- Soort Pristimantis waoranii
- Soort Pristimantis wiensi
- Soort Pristimantis xeniolum
- Soort Pristimantis xestus
- Soort Pristimantis xylochobates
- Soort Pristimantis yanezi
- Soort Pristimantis yaviensis
- Soort Pristimantis yukpa
- Soort Pristimantis yumbo
- Soort Pristimantis yuruaniensis
- Soort Pristimantis yustizi
- Soort Pristimantis zeuctotylus
- Soort Pristimantis zimmermanae
- Soort Pristimantis zoilae
- Soort Pristimantis zophus
- Soort Psychrophrynella adenopleura
- Soort Psychrophrynella ankohuma
- Soort Psychrophrynella bagrecito
- Soort Psychrophrynella boettgeri
- Soort Psychrophrynella chacaltaya
- Soort Psychrophrynella chirihampatu
- Soort Psychrophrynella condoriri
- Soort Psychrophrynella guillei
- Soort Psychrophrynella harveyi
- Soort Psychrophrynella iani
- Soort Psychrophrynella iatamasi
- Soort Psychrophrynella illampu
- Soort Psychrophrynella illimani
- Soort Psychrophrynella kallawaya
- Soort Psychrophrynella katantika
- Soort Psychrophrynella kempffi
- Soort Psychrophrynella pinguis
- Soort Psychrophrynella quimsacruzis
- Soort Psychrophrynella saltator
- Soort Psychrophrynella teqta
- Soort Psychrophrynella usurpator
- Soort Psychrophrynella wettsteini
- Soort Strabomantis anatipes
- Soort Strabomantis anomalus
- Soort Strabomantis biporcatus
- Soort Strabomantis bufoniformis
- Soort Strabomantis cadenai
- Soort Strabomantis cerastes
- Soort Strabomantis cheiroplethus
- Soort Strabomantis cornutus
- Soort Strabomantis helonotus
- Soort Strabomantis ingeri
- Soort Strabomantis laticorpus
- Soort Strabomantis necerus
- Soort Strabomantis necopinus
- Soort Strabomantis ruizi
- Soort Strabomantis sulcatus
- Soort Strabomantis zygodactylus
- Soort Tachiramantis douglasi
- Soort Tachiramantis lentiginosus
- Soort Tachiramantis prolixodiscus
- Soort Yunganastes ashkapara
- Soort Yunganastes bisignatus
- Soort Yunganastes fraudator
- Soort Yunganastes mercedesae
- Soort Yunganastes pluvicanorus